# Ready or Not – Auf die Plätze, fertig, tot
Ready or Not – Auf die Plätze, fertig, tot (Originaltitel: Ready or Not) ist eine US-amerikanische Horrorkomödie aus dem Jahr 2019 der Regisseure Matt Bettinelli-Olpin und Tyler Gillett.

## Handlung
Die junge Grace heiratet in die Familie ihres Bräutigams Alex Le Domas ein. Die Le Domas sind eine traditionsreiche, sehr vermögende Dynastie von Produzenten von Gesellschaftsspielen. Die Hochzeit findet auf dem Familienanwesen statt. Im Anschluss wird Grace mit einer für sie überraschenden Familientradition konfrontiert: Nach einer Hochzeit treffen sich alle Familienangehörigen um Mitternacht, um mit der einheiratenden Person ein Gesellschaftsspiel zu spielen. Damit führen sie die neue Person in die Familie ein und ehren gleichzeitig einen Mann namens Le Bail, der dem Urgroßvater des jetzigen Geschäftsinhabers zur Spielkartenmanufaktur verhalf, die den Grundstein des Familienvermögens legte. Ein mechanischer Automat wählt dabei in Form einer zufällig gezogenen Spielkarte das Spiel aus, das gespielt wird. Im Falle von Grace ist dies kein Brett- oder Kartenspiel, sondern ein Versteckspiel. Grace muss sich im weitläufigen viktorianischen Herrenhaus verstecken, während die versammelte Familie sie suchen muss. Neben Graces frisch angetrautem Ehemann Alex sind dies der Familienpatriarch Tony, seine Ehefrau Becky, Alex’ Bruder Daniel und dessen Ehefrau Charity, Alex’ Schwester Emilie und ihr Ehemann Fitch sowie Tonys Schwester Helene. Neben dem mit der Familientradition vertrauten Butler Stevens befinden sich im Haus noch drei erst kürzlich engagierte weibliche Angestellte.
Was Grace nicht weiß: Während alle anderen Spielkarten harmlose Gesellschaftsspiele zur Folge gehabt hätten, setzt die „Versteckspiel“-Karte ein weiteres, bizarres Ritual in Gang: Die sich versteckende Person muss von der Familie bis Sonnenaufgang zur Strecke gebracht und geopfert werden, da, so die Überlieferung eines alten Fluchs, alle Familienmitglieder sonst bei Sonnenaufgang sterben würden. Während Grace ein Versteck sucht, bewaffnet sich die Familie und macht sich auf die Suche nach ihr. Ehemann Alex bleibt zunächst zurück und entschließt sich dann aus Liebe zu Grace, ihr zu helfen.
Die Jagdgesellschaft dezimiert zunächst versehentlich die Dienerschaft. Alex kann Grace ausfindig machen, erklärt ihr die Situation und schmiedet mit ihr einen Fluchtplan: Grace soll durch den Dienstbotentrakt flüchten, während Alex das elektronische Kontrollsystem, das alle Ausgänge aus dem Haus verschlossen hält, außer Kraft setzt. Grace kann den Butler Stevens überwältigen und aus dem Haus fliehen, aber Alex wird von Tony und Daniel aufgespürt, niedergeschlagen und an ein Bett gefesselt.
Stevens verfolgt Grace, kann sie in einem Waldstück stellen und fährt sie zurück in Richtung des Anwesens. Grace attackiert den Butler während der Fahrt und führt so einen Unfall herbei. Sie kann aus dem Wagen fliehen, wird aber von Daniel und Tony gefangen genommen. Die Opferungszeremonie, bei der Grace getötet werden soll, beginnt, wobei sich Le Bail als Satan und dessen Unterstützung als Teil eines Teufelspaktes herausstellen. Da Daniel, der der Familienkapriolen müde ist, aber den rituellen Wein mit Brechmittel versetzt hat, müssen sich alle Familienmitglieder übergeben, während Grace mit Daniel fliehen kann. Daniel wird von seiner Frau Charity erschossen, und Grace läuft in die Arme von Alex. Als dieser erkennt, dass ihn Grace auch im Falle des Überlebens verlassen würde, setzt er sie gefangen und ruft den Rest der Familie herbei. Das Ritual wird erneut begonnen, da mittlerweile aber der Morgen graut, explodieren nach und nach alle Mitglieder der Familie. Das Familienanwesen brennt ab, Grace kann es aber rechtzeitig verlassen. Auf der Freitreppe mit Blick auf die noch aufgebaute Hochzeitsbestuhlung erwartet sie, in aller Ruhe eine Zigarette rauchend, die eintreffenden Rettungskräfte.

## Entstehungsgeschichte

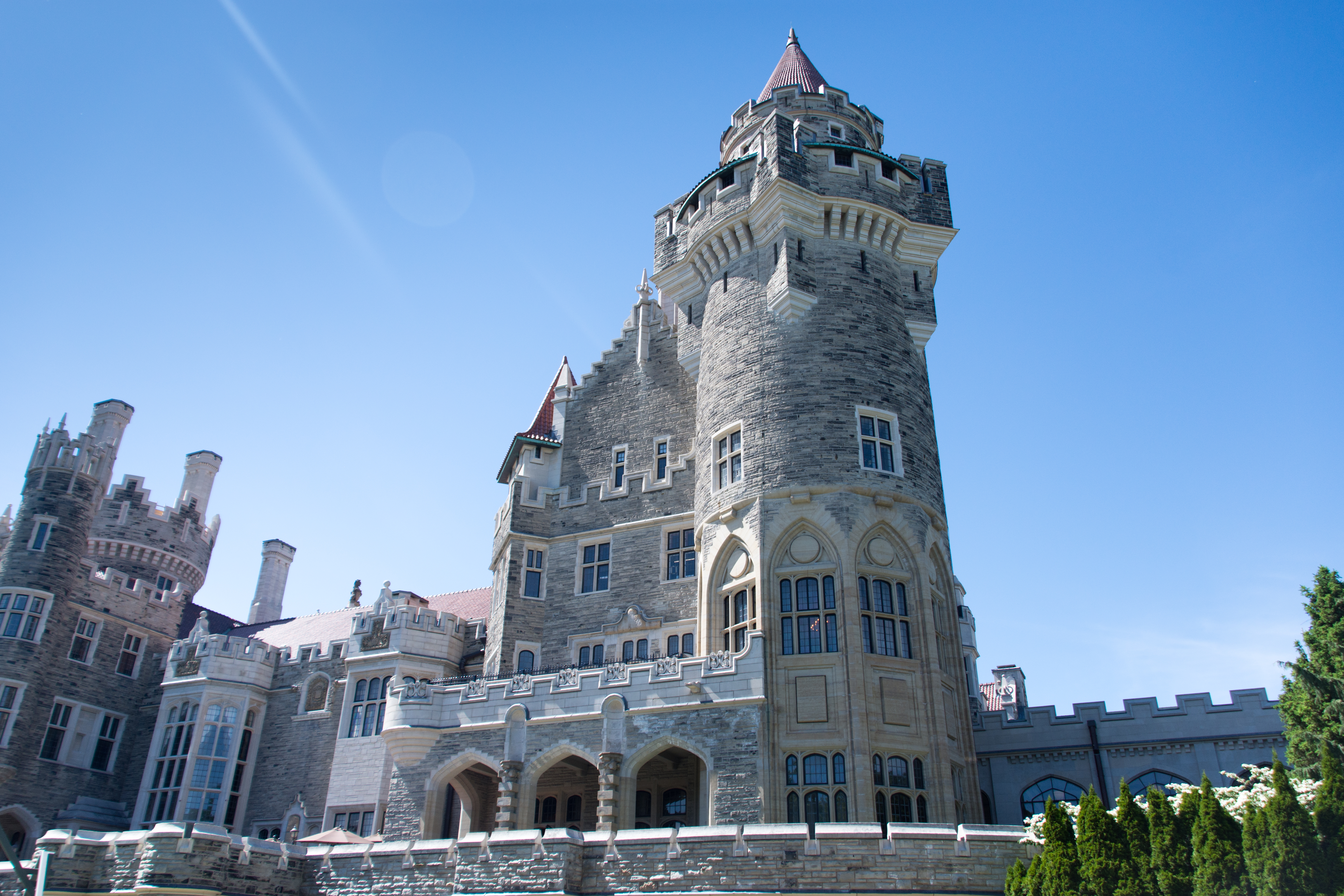
Casa Loma

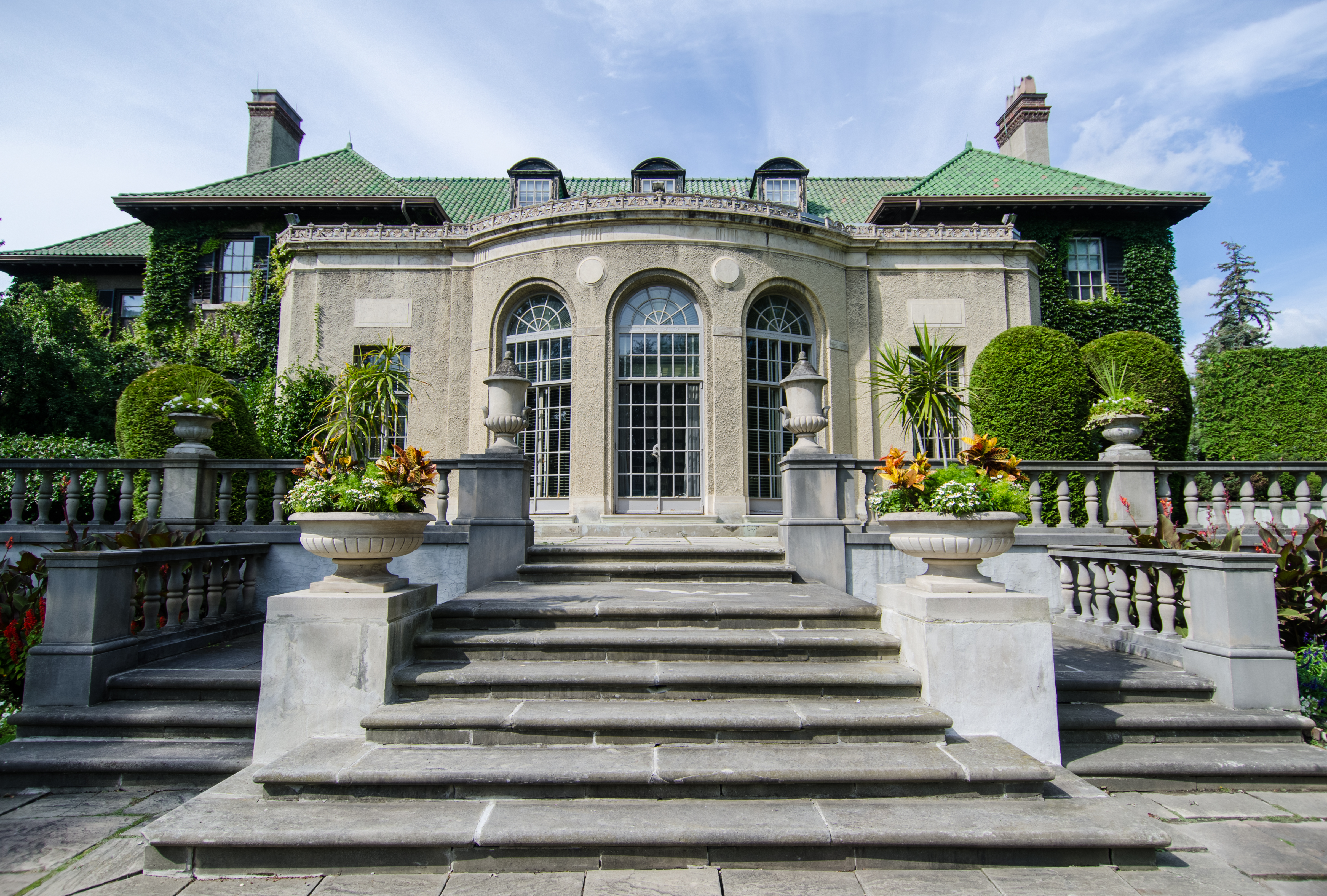
Parkwood Estate

Im November 2017 erwarb Fox Searchlight Pictures die Rechte am Drehbuch von Guy Busick und R. Christopher Murphy und kündigte die Produktion des Films an. Die Regie übernahmen mit Matt Bettinelli-Olpin und Tyler Gillett zwei Mitglieder des Filmemacherkollektivs Radio Silence Productions, das zuvor bereits an den Produktionen V/H/S – Eine mörderische Sammlung, Devil’s Due und Southbound beteiligt war. Zwischen August und Oktober 2018 wurden die Darsteller für den Film gecastet. Die Dreharbeiten fanden vom 15. Oktober bis zum 19. November 2018 an verschiedenen kanadischen Schauplätzen im Raum Toronto statt. Drehorte waren unter anderem das Casa Loma in Toronto und das Parkwood Estate in Oshawa.
Ein erster Trailer wurde im Juni 2019 veröffentlicht. Premiere hatte der Film am 27. Juli 2019 beim Fantasia International Film Festival im kanadischen Montreal. In Deutschland lief der Film in September 2019 auf dem Fantasy Filmfest. Die Kinopremiere in den Vereinigten Staaten war am 21. August 2019. Der Film wurde in den Vereinigten Staaten zeitgleich in 2818 Kinos gezeigt, was für das Filmstudio Fox Searchlight Pictures die größte Reichweite seiner Geschichte darstellte. Am Eröffnungstag spielte der Film knapp zwei Millionen US-Dollar ein. Der Kinostart erfolgte eine Woche nachdem Universal Studios die Veröffentlichung der thematisch sehr ähnlich gelagerten Horrorkomödie The Hunt aus strategischen Gründen gestoppt hatte – im August 2019 fanden in den Vereinigten Staaten in Dayton und El Paso Attentate statt, und US-Präsident Donald Trump hatte sich negativ über die seiner Ansicht nach unpassende Veröffentlichung von The Hunt geäußert.

## Rezeption
Kritiken
| Wertungen       |       |
| Rolling Stone   | 3.5/5 |
| Washington Post | 1/4   |
| Metawertungen   |       |
| Rotten Tomatoes | 89 %  |

Ready or Not erhielt fast durchgehend positive Kritiken. Die Rezensionsdatenbank Rotten Tomatoes aggregiert 322 Rezensionen zu einer Gesamtwertung von 89 %.
Der Rolling Stone stellte heraus, dass Ready or Not auf satirische Art und Weise die Institution Ehe angreife. Das Magazin lobte die darstellerischen Leistungen von Samara Weaving und Nicky Guadagni sowie Energie und Humor des Films, kritisierte aber den Plot als vorhersehbar. Der New Yorker hob eine „fähige“ Darstellerriege und „fröhlich-makabere“ Todesarten zu Beginn des Films positiv hervor, wertete aber, dass der Film im weiteren Verlauf vorhersehbar werde, Humor- und Dramaelemente „verpfusche“ und es sich mit dem undifferenziert eingesetzten Plot Point am Ende zu einfach mache. Die Washington Post bezeichnete den Film als „professionell gemacht (und) auf Hochglanz poliert“ und lobte Guadagnis Spiel, bezeichnete die Darbietung des restlichen Ensembles aber als blass und kritisierte die Dialoge, in denen Gewitztheit einfach durch Schimpfwörter ersetzt würde.
Filmkritiker Hans-Ulrich Pönack beschrieb den Film mit den Worten „Komischer Horror. Eine unkomplizierte Trash-Komödie mit exzessiver Arroganz. Versehen mit viel ironischem B-Splatter-Charme. Angereichert mit düsterem Humor und reichlich Nervenkitzel“ und vergab 3,5 von 5 möglichen Punkten.
Auszeichnungen
- Saturn-Award-Verleihung 2021: Nominierung als Bester Horrorfilm

## Fortsetzung
Eine Fortsetzung mit dem Titel Ready or Not 2: Here I Come soll im April 2026 veröffentlicht werden, in der Hauptrolle ist erneut Samara Weaving zu sehen. Auch große Teile des Produktionsteams sind die gleichen. Die Dreharbeiten fanden im April, Mai sowie Anfang Juni 2025 in Toronto statt.